# Prosara
Prosara är en bergskedja i Bosnien och Hercegovina.   Den ligger i entiteten Republika Srpska, i den nordvästra delen av landet, 180 km nordväst om huvudstaden Sarajevo.
Prosara sträcker sig 15,2 km i öst-västlig riktning. Den högsta toppen är Tatića Vis, 357 meter över havet.
Topografiskt ingår följande toppar i Prosara:
- Babića Brdo
- Bair
- Banov Čot
- Batića Brdo
- Bukovi Vis
- Cerova Kosa
- Čotovi
- Ðakovića Kosa
- Gogino Brdo
- Guvnine
- Guvno
- Kamenik
- Kucina Kosa
- Lepenička Kosa
- Litrića Kosa
- Ljutava
- Maletića Čot
- Mali Oglavak
- Matisova Kosa
- Mazaličko Brdo
- Mlinarska Kosa
- Okuka
- Osoja
- Osoje
- Pavlova Kosa
- Stevanova Kosa
- Stevin Čot
- Tanka Kosa
- Tanka Kosa
- Tanka Kosa
- Tatića Vis
- Učinova Kosa
- Veliki Oglavak
- Vrištik

I omgivningarna runt Prosara växer i huvudsak lövfällande lövskog. Runt Prosara är det ganska tätbefolkat, med 67 invånare per kvadratkilometer.